# ADN antiguo
El ADN antiguo (ADNa) es aquel ADN aislado de especímenes antiguos. También puede ser descrito como cualquier ADN recuperado de muestras biológicas que no han sido preservadas específicamente para análisis de ADN futuros. Algunos ejemplos incluyen el análisis de ADN recuperado de material arqueológico e histórico de esqueletos o tejidos momificados, colecciones o archivos de muestras médicas, especímenes de museos o herbarios históricos, restos paleontológicos de animales o plantas del Holoceno, sedimentos marinos y lacustres, entre otros.
A diferencia de los análisis genéticos modernos, los estudios de ADN antiguo están caracterizados por la baja calidad del ADN, esto limita los alcances de los análisis. Además, debido a la degradación de las moléculas de ADN, un proceso correlacionado con factores tales como el tiempo, la temperatura, y la presencia de agua libre, supera los límites más allá dentro de los cuales el ADN tiene probabilidades de sobrevivir.
Allentoft et al.  (2012) intentaron calcular este límite por medio del estudio de la descomposición del ADN mitocondrial y nuclear en los huesos de Moa. El ADN se degrada de manera exponencial. De acuerdo a su modelo, el ADN mitocondrial (ADNmt) se degrada en promedio un par de bases cada 6 830 000 años a -5 °C. La cinética de descomposición ha sido medida por medio de experimentos de envejecimiento acelerado donde se presentan aún más la fuerte influencia de la temperatura y humedad de almacenamiento en la descomposición del ADN.
El ADN nuclear se degrada dos veces más rápido que el ADNmt. Como tales, los primeros estudios que informaron sobre la recuperación de ADN mucho más antiguo, por ejemplo a partir de restos de dinosaurios del Cretácico, puede tener su origen en la contaminación de la muestra. Como tal, los primeros estudios que informaron acerca de la recuperación de ADN más antiguo, por ejemplo, a partir de restos de dinosaurios del Cretácico, pudieron tener su origen de una muestra contaminada.

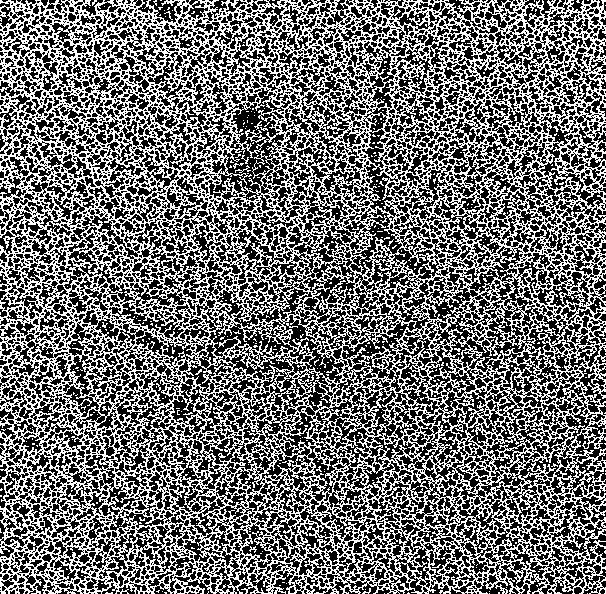
ADN reticulado, de 4000 años de antigüedad, extraído del hígado del sacerdote del Antiguo Egipto Ankh-Nekht.

## Historia de los estudios de ADN antiguo
El primer estudio de lo que sería llamado ADNa se realizó en 1984, cuando Russ Higuchi y sus colegas de Berkeley informaron sobre los rastros de ADN de un espécimen del museo de la Quagga no solo permanecieron en la muestra más de 150 años después de la muerte del individuo, sino pudieron ser extraídos y secuenciados.
Durante los próximos dos años, por medio de investigaciones en muestras naturales y momificadas artificialmente, Svante Pääbo confirmó que este fenómeno no estaba limitado a especímenes de museo recientes, pero al parecer puede ser replicado en una serie de muestras de humanos momificados de hace miles de años. Sin embargo, los laboriosos procesos que se requerían en ese momento para secuenciar el ADN (a través de la clonación bacteriana) eran un freno eficaz en el desarrollo del campo del ADN antiguo.
La doble amplificación del iniciador/primer por PCR del ADNa (jumping-PCR) puede producir artefactos de secuencia altamente sesgados y no auténticos. La técnica de PCR anidado, se utilizó para superar estas deficiencias.
La amplificación por extensión de primer único (abr. SPEX) se introdujo en 2007 para hacer frente a los daños por mutaciones post mortem del ADN.

## Problemas y errores
El ADN puede contener un gran número de mutaciones post mortem y éstas se incrementan con el tiempo. Algunas regiones de polinucleótidos son más susceptibles a esta degradación, por lo tanto, los datos de secuenciación pueden evadir los filtros estadísticos utilizados para verificar la validez de la información. Debido a los errores de secuenciación, se debe tener gran cuidado al interpretar el tamaño de una población. Las sustituciones resultantes de la desaminación de residuos de citosina están sobrerrepresentados en las secuencias de ADN antiguo. Otro problema con las muestras de ADN antiguo es la contaminación con ADN humano moderno y por ADN microbiano (la mayoría del cual no es antiguo).

## Estudios de ADN «antediluviano»
La era del post-PCR desencadenó una avalancha de publicaciones de numerosos grupos de investigación que intentaron involucrarse con el ADNa. Recientemente, una serie de increíbles descubrimientos han sido publicados, reclamando que el ADN auténtico puede ser extraído de muestras de millones de años, en el reino al que Lindahl (1993b) denominó ADN antediluviano. La mayoría de estos reclamos estaban basados en la recuperación de ADN de organismos preservados en ámbar. Insectos como las abejas sin aguijón (Cano et al.  1992a; Cano et al.  1992b), termitas (De Salle et al.  1992; De Salle et al.  1993), mosquitos de la madera (De Salle y Grimaldi 1994), al igual que plantas (Poinar et al.  1993) y secuencias bacterianas (Cano et al.  1994) fueron extraídas de ámbar dominicano de la época del Oligoceno. Fuentes más antiguas de gorgojos en ámbar revestido del Líbano, que según los informes datan de la época del Cretácico, produjeron también ADN auténtico (Cano et al.  1993). El ADN recuperado no se limita al ámbar.  Muchos sedimentos preservados de plantas que datan del Mioceno fueron investigados con éxito (Golenberg et al.  1990; Golenberg 1991).
Después, en 1994 para el reconocimiento internacional, Woodward et al. informaron sobre los resultados más emocionantes hasta la fecha - las secuencias mitocondriales de los citocromos b aparentemente habían sido extraídos de los huesos de dinosaurios que datan de hace más de 80 millones de años. Cuando en 1995 dos estudios reportaron secuencias de ADN de un dinosaurio extraídas de un huevo Cretácico (An et al.  1995; Li et al.  1995), parecía que este campo revolucionaría el conocimiento del pasado evolutivo de la tierra. Incluso estos años extraordinarios fueron rematados por la recuperación reclamada de secuencias de Halobacterium de 250 millones de años de edad, extraídas de Halita.
Desafortunadamente, una revisión crítica de la literatura del ADN antiguo afirmó a través del desarrollo del campo que pocos estudios del 2002 tuvieron éxito en la amplificación del ADN de restos de más de cientos de miles de años.
Una mayor apreciación de los riesgos de contaminación y estudios sobre la estabilidad química del ADN del medio ambiente han dado lugar a preocupaciones que se plantearon respecto a los anteriores resultados reportados. El ADN de dinosaurio resultó ser un cromosoma Y humano, mientras que el ADN encapsulado que fue reportado como de Halobacterium ha sido criticado debido a su similitud con las bacterias modernas, lo cual alude a posible contaminación.
Un estudio del 2007 sugiere que estas muestras de ADN bacteriano no pudieron haber sobrevivido desde tiempos antiguos, en cambio, pueden ser el producto a largo plazo de su actividad metabólica de bajo nivel.

## Estudios de ADN antiguo
A pesar de los problemas asociados con el ADN "antediluviano", una amplia y creciente gama de secuencias de ADN se han publicado a partir de una gama de taxones de animales y plantas. Tejidos examinados incluyen restos de animales momificados artificialmente o naturalmente, huesos (c.f. Hagelberg et al.  1989; Cooper et al.  1992; Hagelberg et al.  1994), paleofeces, especímenes preservados en alcohol (Junqueira et al.  2002), concheros de roedores, plantas secas (Goloubinoff et al 1993;. Dumoulin-Lapegüe et al., 1999) y, recientemente, extracciones de ADN animal y vegetal directamente a partir de muestras de suelo.
En junio de 2013, un grupo de investigadores anunció que habían secuenciado el ADN de un caballo de 560-780 mil años de edad, utilizando material extraído de un hueso de pierna que se encontraba enterrado en el suelo congelado en el territorio de Yukón en Canadá. En 2013, un grupo alemán reconstruyó el genoma mitocondrial de un Ursus deningeri de más de 300,000 años, lo que demuestra que el auténtico ADN antiguo se puede conservar durante cientos de miles de años fuera del permafrost.

## Estudios de ADN antiguo de restos humanos
Debido al interés antropológico, arqueológico y el interés público dirigido hacia los restos humanos, es natural que reciban una cantidad similar de atención de la comunidad de ADN. Debido a sus evidentes signos de conservación morfológica, muchos estudios utilizan tejido momificado como fuente de ADN humano antiguo. Los ejemplos incluyen especímenes conservados de forma natural, por ejemplo, los que se conservan en hielo, tal como la Ötzi (Handt et al 1994.), o mediante la rápida desecación, tales como momias de la gran altitud de los Andes (Montiel et al. 2001), así como diversas fuentes de tejido conservado artificialmente (como las momias tratadas químicamente del antiguo Egipto).
Sin embargo, los restos momificados son un recurso limitado, y la mayoría de los estudios de aDNA humano se han centrado en la extracción de ADN a partir de dos fuentes que son mucho más comunes en el registro arqueológico - los huesos y los dientes. Recientemente, otras fuentes también han producido ADN, incluyendo paleofeces (Poinar et al., 2001) y el pelo (Baker et al. 2001, Gilbert et al. 2004). La contaminación sigue siendo un problema importante cuando se trabaja con material humano antiguo. En noviembre de 2015, científicos reportaron el descubrimiento de un diente fósil de 110,000 años de edad, que contiene el ADN del homínido de Denísova, una especie extinta de humano del género Homo.

## Análisis del ADNa de patógenos y microorganismos usando restos humanos
El uso de muestras humanas degradadas en el análisis de ADN no ha limitado la amplificación del ADN humano. Es razonable asumir que por un período del tiempo post mortem el ADN de cualquier microorganismo presente en la muestra puede sobrevivir. Estos incluyen no solo los patógenos presentes en el momento de la muerte (ya sea la causa infecciones a largo plazo o la muerte), sino comensales y otros microbios asociados. A pesar de varios estudios que han reportado la preservación limitada de este ADN, por ejemplo, la falta de conservación de Helicobacter pylori en especímenes conservadas en etanol que datan del siglo XVIII, más de 45 estudios publicados reportan la recuperación exitosa de ADN del patógeno antiguo a partir de muestras en el ser humano que se remontan a más de 5,000 años de antigüedad y tan largo como hace 17,000 años en otras especies. Además de las fuentes habituales de tejidos momificados, los huesos y los dientes, tales estudios han examinado también una serie de muestras de otros tejidos, incluyendo la pleura calcificada (Donoghue et al. 1998), el tejido embebido en parafina, y tejidos fijados en formol.

## Lectura adicional
- British teacher finds long-lost relative: 9, 000-year-old man Archivado el 13 de marzo de 2007 en Wayback Machine. – análisis de mtDNA.
- Genetic characterization of the body attributed to the evangelist Luke (PDF) mejor enlace http://www.pnas.org/cgi/content/full/98/23/13460 – mtDNA
- Unravelling the mummy mystery – using DNA – mtDNA